# Crotalaria jianfengensis
Crotalaria jianfengensis là một loài thực vật có hoa trong họ Đậu. Loài này được C.Y.Yang miêu tả khoa học đầu tiên.